# Camille Soriano
Camille Soriano (* 17. Januar 1995) ist eine französische Fußballschiedsrichterassistentin.

## Werdegang
Soriano begann mit 15 Jahren als Schiedsrichterin. Ihr Verein ist der Chambray Football Club. Heute ist sie Schiedsrichterassistentin im französischen Frauenfußball, unter anderem in der Division 1 Féminine und der Coupe de France féminine, sowie darüber hinaus auch bei den Herren, unter anderem seit der Saison 2020/21 im Französischen Fußballpokal und seit der Saison 2021/22 in der Ligue 2 (bislang über 60 Einsätze).
Am 31. Mai 2018 war sie Schiedsrichterassistentin im Finale der Coupe de France féminine 2017/18 zwischen Paris Saint-Germain und Olympique Lyon (1:0).
Seit 2019 steht sie auf der Liste der FIFA-Schiedsrichter und ist bei internationalen Fußballspielen im Einsatz. Soriano war bzw. ist Schiedsrichterassistentin in der Women’s Champions League, in der Women’s Nations League, in der Qualifikation für die Europameisterschaft 2022, in der europäischen WM-Qualifikation für die Weltmeisterschaft 2023, der U-20-Weltmeisterschaft 2024 sowie bei diversen weiteren Qualifikations- und Freundschaftsspielen.
Sie wurde für die Europameisterschaft 2025 in der Schweiz nominiert. Dort kam sie unter anderem im Finale zwischen England und Spanien zum Einsatz.